# Mooroopna
Mooroopna é uma cidade rural localizada a 181 quilômetros (112 milhas) ao norte de Melbourne, Victoria, Austrália. É nas margens do rio Goulburn, em frente à cidade maior de Shepparton. A rodovia Midland atravessa o rio entre as duas cidades. No censo de 2016, Mooroopna tinha uma população de 7.942.